# Aleochara minuta
Aleochara minuta är en skalbaggsart som först beskrevs av Thomas Casey 1906.  Aleochara minuta ingår i släktet Aleochara och familjen kortvingar. Inga underarter finns listade i Catalogue of Life.